# ホ・カン
ホ・カン（英語: HO Kang、男性、1975年4月8日 - ）は、北朝鮮出身のフィギュアスケート選手（シングル）。
1988年カルガリーオリンピック北朝鮮代表。北朝鮮代表として史上初めて男子シングル競技でオリンピック出場を果たす。

## 主な戦績
| 大会/年          | 1991-92 |
| ---------------- | ------- |
| 冬季オリンピック | 28      |